# 台湾ニ於ケル犯罪処断ノ件
台湾ニ於ケル犯罪処断ノ件（たいわんにおけるはんざいしょだんのけん、明治29年律令第4号）は、日本統治時代の台湾における刑法の適用について規定した日本の律令。明治29年（1896年）8月14日成立、公布。緊急律令として制定された。
本令は、民事商事及刑事ニ関スル律令（明治31年律令第8号）の制定によって廃止された。

## 概要
台湾における犯罪は、旧刑法（明治13年太政官布告第36号）によって処断する。ただし、その条項中、台湾住民に対して適用し難いものは、別に定めるところによる。